# سوزش
سوزش یا سوختگی سطحی پوست (به انگلیسی: Scalding) نوعی سوختگی گرمایی است که در اثر حرارت مایعات مانند آب جوش یا بخار ایجاد می‌شود. بیشتر جوش‌ها سوختگی درجه یک یا دو در نظر گرفته می‌شوند، اما سوختگی‌های درجه سه می‌توانند به خصوص با تماس بلندمدت ایجاد شوند. این اصطلاح از کلمه لاتین calidus به معنای گرم است.
بیشتر سوزش‌ها در اثر قرار گرفتن در معرض آب با دمای بالا، مانند آب لوله‌کشی در حمام و دوش، آبگرمکن، یا آب پخت و پز، یا از ریختن نوشیدنی‌های داغ مانند قهوه ایجاد می‌شوند.
هنگامی که بخار به پوست برهنه برخورد می‌کند، سوزش می‌تواند شدیدتر باشد، زیرا بخار می‌تواند به دمای بالاتری نسبت به آب برسد و گرمای نهان را با متراکم شدن منتقل می‌کند. با این حال، زمانی که لباس‌ها با آب داغ خیس می‌شوند، انتقال حرارت اغلب طولانی‌تر است، زیرا آن بخش بدن نمی‌تواند به سرعت از منبع گرما خارج شود.
انجمن سوختگی آمریکا بیان می‌کند که وقتی پوست به مدت یک ثانیه در تماس با آب با دمای ۱۵۵ درجه فارنهایت یا ۶۸ درجه سانتیگراد قرار می‌گیرد، جراحت سوزش رخ می‌دهد.
| ۱۵۵ (۶۸٫۳۳ درجه سانتی گراد) | ۱۴۸ (۶۴٫۴۴ درجه سانتی گراد) | ۱۴۰ (۶۰ درجه سانتیگراد) | ۱۳۳ (۵۶٫۱۱ درجه سانتی گراد) | ۱۲۵ (۵۱٫۶۶ درجه سانتی گراد) |
| --------------------------- | --------------------------- | ----------------------- | --------------------------- | --------------------------- |
| ۱                           | ۲                           | ۵                       | ۱۵                          | ۹۰                          |

سوزش‌ها در کودکان شایع‌تر است، مخصوصاً ناشی از ریختن تصادفی مایعات داغ.